# Turcovce, Humenné
Turcovce este o comună slovacă, aflată în districtul Humenné din regiunea Prešov. Localitatea se află la altitudinea de 226 m deasupra n.m., se întinde pe o suprafață de 10,01 km2 și în 2017 număra 300 de locuitori.

## Istoric
Localitatea Turcovce este atestată documentar din 1557.

## Demografie
| An:                | 1994 | 2004   | 2014    | 2024 |
| ------------------ | ---- | ------ | ------- | ---- |
| Număr de persoane: | 365  | 350    | 305     | 305  |
| Diferență:         |      | −4,10% | −12,85% | +0%  |

| An:                | 2023 | 2024   |
| ------------------ | ---- | ------ |
| Număr de persoane: | 303  | 305    |
| Diferență:         |      | +0,66% |